# 蒂耶河畔塞塞
蒂耶河畔塞塞（法語：Cessey-sur-Tille，法語發音：[sesɛ syʁ tij]）是法国科多尔省的一个市镇，属于第戎区。

## 地理
蒂耶河畔塞塞（47°16'50"N, 5°13'18"E）面积11.54 平方千米，位于法国勃艮第-弗朗什-孔泰大區科多尔省，该省份为法国中东部省份，北起奥布省，西接涅夫勒省和约讷省，南至索恩-卢瓦尔省，东南接汝拉省，东临上索恩省，东北部与上马恩省接壤。
与蒂耶河畔塞塞接壤的市镇（或旧市镇、城区）包括：蒂耶河畔勒米伊、蒂耶河畔布雷塞、尚贝尔、让利斯、伊济耶、拉贝热芒富瓦涅。

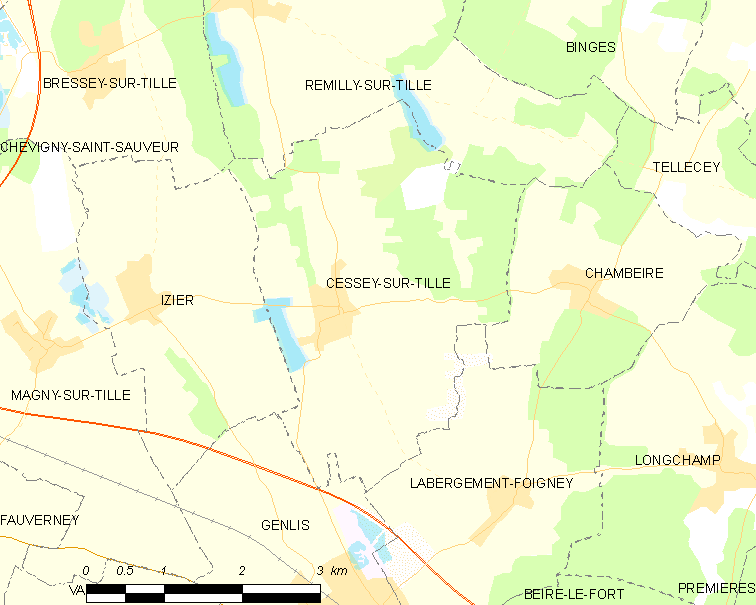
蒂耶河畔塞塞的OSM定位图

蒂耶河畔塞塞的时区为UTC+01:00、UTC+02:00（夏令时）。

## 行政
蒂耶河畔塞塞的邮政编码为21110，INSEE市镇编码为21126。

## 政治
蒂耶河畔塞塞所属的省级选区为让利斯县。

## 人口

1962-2008年间蒂耶河畔塞塞人口变化图示

蒂耶河畔塞塞于2022年1月1日时的人口数量为625人。